# FC 트벤터
FC 트벤터(네덜란드어 발음: [ɛfˈseː ˈtʋɛntə])는 네덜란드 엔스헤데를 연고지로 하는 프로 축구 클럽이다. 현재는 에레디비시 소속이다. 트벤터는 1965년 7월 1일에 SC 엔스헤데(Sportclub Enschede)와 엔스헤데서 보이스(Enschedese Boys)의 통합으로 만들어졌다. 전신인 SC 엔스헤데는 1926년에 1회의 우승 기록이 있으며 2009-10 시즌 우승을 차지하였다.
2007-08시즌에 클럽 역사상 두 번째인 준우승을 하며 UEFA 챔피언스리그 2008-09에 진출 했었다. 2008-09시즌에 연속 두 번째이자 클럽 역사상 세 번째로 준우승을 차지하였다.

## 역대 성적

### 국내 대회
- 에레디비시
  - 우승: 2009-10
  - 준우승:  1973–74, 2008–09, 2010–11
- 에이르스터 디비시
  - 우승: 2018–19
- KNVB컵
  - 우승: 1977, 2000–01, 2010–11
  - 준우승:  1974–75, 1978–79, 2003–04, 2008–09
- 요한 크라위프 스할
  - 우승:  2010, 2011
  - 준우승:  2011

### 국제 대회
- UEFA 인터토토컵
  - 우승: 2006[1]
- UEFA 컵
  - 준우승:   1974-75

## 선수 명단

### 현역
참고: FIFA 자격 규정에 따라 소속된 국가대표팀 국기를 표시합니다. 선수는 복수의 FIFA 비회원국 국적을 가지고 있을 수 있습니다.
| 번호 | 포지션 | 국적       | 이름                  |
| ---- | ------ | ---------- | --------------------- |
| 1    | GK     |            | 라르스 운너스탈       |
| 2    | DF     | 인도네시아 | 메이스 힐허르스       |
| 3    | DF     |            | 구스타프 라게르비엘케 |
| 17   | DF     |            | 알렉 반 후렌벡        |
| 19   | MF     | 모로코     | 유네스 타하           |

| 번호 | 포지션 | 국적 | 이름 |
| ---- | ------ | ---- | ---- |

## 역대 감독
| 감독        | 임기        |
| ----------- | ----------- |
| 프레드 뤼턴 | 1999 ~ 2001 |
| 프레드 뤼턴 | 2006 ~ 2008 |